# Onåd
Onåd (engelsk originaltitel: Disgrace) är en roman från 1999 av J.M. Coetzee. Den utspelar sig i Sydafrika efter apartheid, och handlar om en vit medelålders universitetslärare som har en affär med en student. När affären avslöjas vägrar han visa ånger och flyttar ut till sin lesbiska dotters lantgård i Östra Kapprovinsen, ett område där maktbalansen mellan svarta och vita är på väg att skifta.
Romanen tilldelades Bookerpriset år 1999.